# Paradarisa kurosawai
Paradarisa kurosawai är en fjärilsart som beskrevs av Inoue 1956. Paradarisa kurosawai ingår i släktet Paradarisa och familjen mätare. Inga underarter finns listade i Catalogue of Life.